# Henry Webber

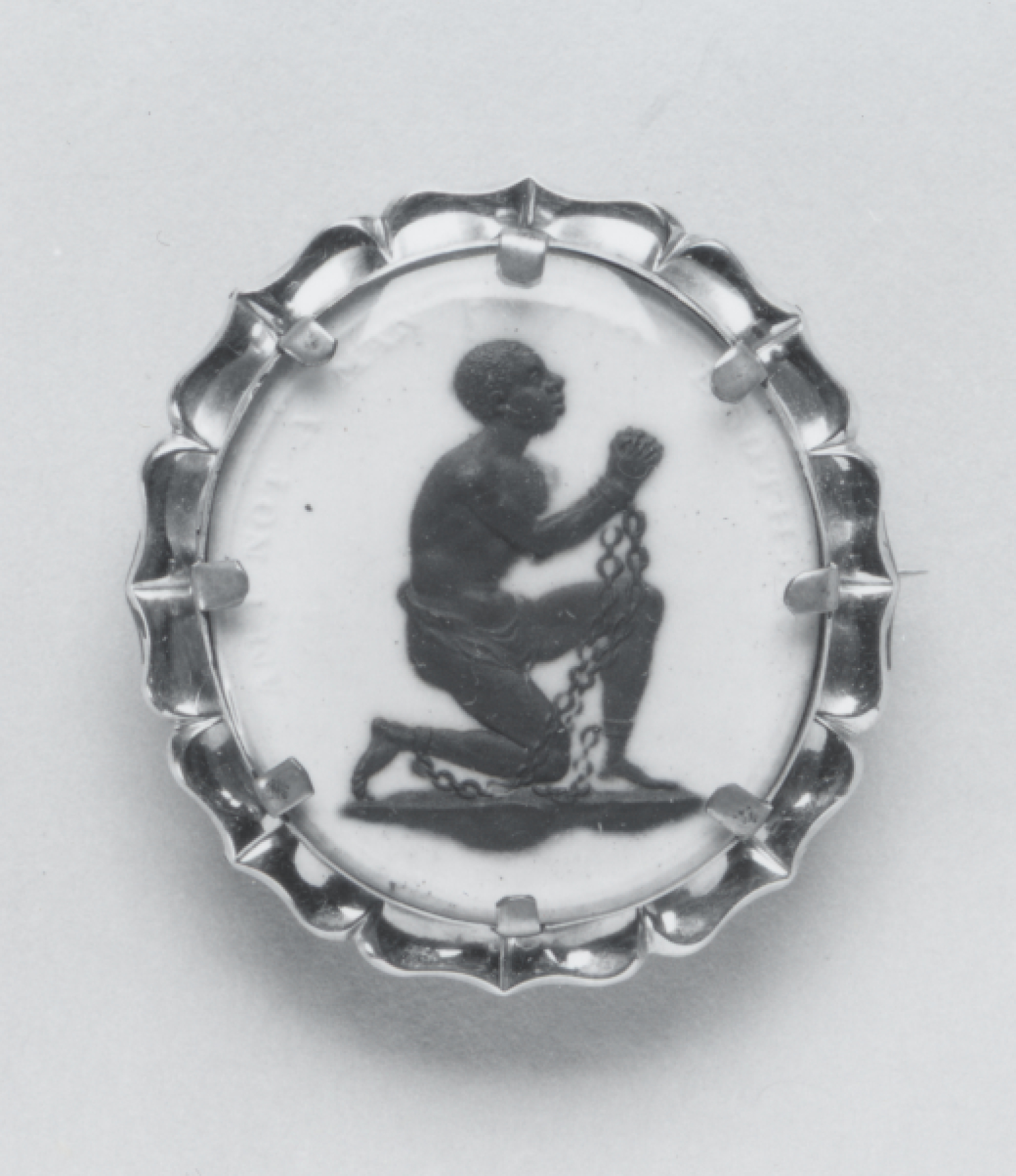
Logo der britischen Abolitionisten von Henry Webber um 1790. Medaillon der Porzellanmanufaktur Wedgwood.

Henry Webber (* 1754 in Bern; † 1826) war ein englischer Bildhauer und Designer schweizerischer Herkunft. Er ist der Bruder des Cook'schen Expeditionsmalers John Webber.
Geboren in Bern als Sohn des Bildhauers Abraham Wäber, lernte er nach dem Auswandern seiner Familie nach London in der väterlichen Werkstatt. Er entwarf u. a. den Nachbau der antiken Portland-Vase, durch welche die Porzellanmanufaktur Josiah Wedgwood berühmt wurde. Von Erzählungen seines Bruders beeinflusst, engagierte er sich für die Abschaffung der Sklaverei und entwarf das Symbol der Abolitionisten, das Medaillon mit dem angeketteten afrikanischen Sklaven.